# Michael Jackson's Vision
Michael Jackson's Vision es un videoálbum de lujo de DVD del artista Michael Jackson. Fue lanzado el 22 de noviembre de 2010 por Epic Records, Legacy Recordings, y MJJ Productions. Incluye 3 DVD, con más de 4 horas de duración con 42 videos musicales del Rey del Pop, además los videoclips fueron restaurados y remasterizados. Michael siempre se refería a sus videos como "películas cortas" o short films en inglés, y no como video musical. Antes de que cada video empiece, una presentación es mostrada. De acuerdo con los productores, el trabajo muestra cómo Michael fue transformando el mundo visual de la música, en los campos del rock, pop, soul, entre otros. Michael Jackson's Vision incluye las versiones completas de los videoclips de  John Landis: "Thriller" y "Black or White" como también el clásico "Bad" dirigido por el director Martin Scorsese. También incluye las colaboraciones con otros directores como John Singleton, Spike Lee y David Fincher así como también a "Ghosts", cuya rara colaboración la hizo con Stan Winston. Michael Jackson's Vision estará disponible en una edición limitada incluyendo un libro de 60 páginas con fotos del detrás de escena de los videos de Michael.
Diez videoclips previamente no disponibles en el DVD incluyendo "One More Chance" son incluidos. También fue lanzado en iTunes Store y iTunes LP. Los videos "Smooth Criminal", "Speed Demon", "Come Together", y "Leave Me Alone" provienen de la película de 1988 Moonwalker del artista Michael Jackson. La versión de "Smooth Criminal" es, en realidad, de 40 minutos, pero en esta ocasión se incluyó la de 10 minutos.

## Menú principal
Los discos 1 y 2 empiezan con una introducción de una parte del video de "Black or White", a continuación se muestra el título del DVD y allí se muestra el menú.
Hay 4 opciones en el menú:
- Reproducir todo - Reproduce los videos en el orden exacto en el que aparecen.
- Short Films - Una lista de los videos que se pueden elegir, y se selecciona uno, y a continuación se ve.
- Random Mix - Reproduce los videos aleatoriamente (sólo los que están en el disco que se esté leyendo).
- Resume - Sigue reproduciendo el video que se estaba viendo.

El disco 3, que es bonus, tiene las mismas funciones que los otros 2 discos, pero la presentación no está.

## Lista de videos
Michael Jackson's Vision es el segundo DVD de Jackson que presenta introducciones animadas a todos los videos (el otro es HIStory on Film). Para los discos uno y dos, antes de que comience cada video, se muestra una breve introducción, que presenta un breve clip animado del video, que revela el título.

El disco adicional solo revela el título y no se muestra un clip. "Don't Stop Til You Get Enough" muestra a Michael bailando sobre un fondo azul con un brillo blanco y una discoteca iluminada. "Rock with You" tiene a Michael bailando frente a una luz verde, por lo que es una silueta. "She's Out Of My Life" muestra a Michael en un taburete. "Billie Jean" hace que Michael aparezca mágicamente y se pare en la acera iluminada. "Beat It" tiene la chaqueta de Beat It desabrochada para revelar a Michael bailando sobre concreto. "Thriller" muestra a un zombi saliendo de una tumba. "Bad" tiene una hebilla que se desabrocha para revelar a Michael en el metro. "The Way You Make Me Feel" muestra la silueta de Michael en una pared de ladrillos. "Man In The Mirror" muestra un espejo. "Dirty Diana" muestra una multitud. "Smooth Criminal" muestra a Michael haciendo el lean en un centro de atención. "Another Part Of Me" muestra una multitud. "Speed Demon" muestra a Spike (el conejo) bailando. "Come Together" muestra una multitud. "Leave Me Alone" muestra periódicos flotando sobre el techo para revelar a Michael en su montaña rusa. "Liberian Girl" muestra sillas de director. "Black Or White" muestra múltiples lugares históricos combinados. "Remember The Time" muestra el antiguo Egipto. "In The Closet" muestra un desierto. "Jam" muestra la silueta de Michael bailando. "Heal The World" muestra velas. "Give In To Me" muestra a una multitud cubierta de electricidad. "Who Is It" muestra a Michael mirando por la ventana del rascacielos. "Will You Be There" muestra una multitud. "Gone Too Soon" muestra pétalos de rosa. "Scream" muestra a Michael flotando. "Childhood" muestra la luna detrás de los árboles. "You Are Not Alone" muestra una onda en cámara lenta. "Earth Song" muestra el mundo. "They Don't Really Care About Us" muestra a Michael Jackson frente a banderas brasileñas. "Stranger In Moscow" muestra lluvia en cámara lenta. "Blood On The Dance Floor" muestra a Michael rompiendo vasos en el suelo. "Ghosts" muestra el set de la película con un rayo afuera. "You Rock My World" muestra la silueta de Michael desde donde comienza a cantar y, finalmente, "Cry" muestra recortes de papel de personas tomadas de la mano.
| Disco UnoDuración: 1:52:29 1. "Don't Stop 'Til You Get Enough" – 4:12 - Álbum: Off the Wall - Director: Nick Saxton 2. "Rock with You" – 3:22 - Álbum: Off the Wall - Director: Bruce Gowers 3. "She's Out of My Life"* – 3:35 - Álbum: Off the Wall - Director: Bruce Gowers 4. "Billie Jean" – 4:54 - Álbum: Thriller - Director: Steve Barron 5. "Beat It" – 4:57 - Álbum: Thriller - Director: Bob Giraldi 6. "Thriller" – 13:42 - Álbum: Thriller - Director: John Landis 7. "Bad" – 18:05 - Álbum: Bad - Director: Martin Scorsese 8. "The Way You Make Me Feel" – 9:24 - Álbum: Bad - Director: Joe Pytka 9. "Man in the Mirror" – 5:03 - Álbum: Bad - Director: Don Wilson 10. "Dirty Diana" – 5:05 - Álbum: Bad - Director: Joe Pytka 11. "Smooth Criminal" – 9:27 - Álbum: Bad - Director: Colin Chilvers 12. "Another Part of Me" – 4:45 - Álbum: Bad - Director: Patrick T. Kelly 13. "Speed Demon" – 10:08 - Álbum: Bad - Director: Will Vinton 14. "Come Together" – 5:40 - Álbum: HIStory: Past, Present and Future, Book I - Director: Jerry Kramer and Colin Chilvers 15. "Leave Me Alone" – 4:36 - Álbum: Bad - Director: Jim Blashfield and Paul Diener 16. "Liberian Girl" – 5:34 - Álbum: Bad - Director: Jim Yukich Disco DosDuración: 2:05:36 1. "Black or White" – 11:01 - Álbum: Dangerous - Director: John Landis 2. "Remember the Time" – 9:16 - Álbum: Dangerous - Director: John Singleton 3. "In the Closet" – 6:05 - Álbum: Dangerous - Director: Herb Ritts 4. "Jam" – 7:59 - Álbum: Dangerous - Director: David Nelson 5. "Heal the World" – 7:32 - Álbum: Dangerous - Director: Joe Pytka 6. "Give In to Me" – 5:29 - Álbum: Dangerous - Director: Andy Morahan 7. "Who Is It" – 6:34 - Álbum: Dangerous - Director: David Fincher 8. "Will You Be There" – 5:55 - Álbum: Dangerous - Director: Vincent Paterson 9. "Gone Too Soon" – 3:38 - Álbum: Dangerous - Director: Bill DiCicco 10. "Scream" – 4:47 - Álbum: HIStory: Past, Present and Future, Book I - Director: Mark Romanek 11. "Childhood" – 4:29 - Álbum: HIStory: Past, Present and Future, Book I - Director: Nicholas Brandt 12. "You Are Not Alone" – 5:34 - Álbum: HIStory: Past, Present and Future, Book I - Director: Wayne Isham 13. "Earth Song" – 6:44 - Álbum: HIStory: Past, Present and Future, Book I - Director: Nicholas Brandt 14. "They Don't Care About Us" – 7:08 - Álbum: HIStory: Past, Present and Future, Book I - Director: Spike Lee 15. "Stranger in Moscow" – 5:33 - Álbum: HIStory: Past, Present and Future, Book I - Director: Nicholas Brandt 16. "Blood on the Dance Floor (Refugee Camp Mix)" – 5:27 - Álbum: Blood on the Dance Floor: HIStory in the Mix - Director: Michael Jackson and Vincent Paterson 17. "Ghosts"* – 3:58 - Álbum: Blood on the Dance Floor: HIStory in the Mix - Director: Stan Winston 18. "You Rock My World" – 13:30 - Álbum: Invincible - Director: Paul Hunter 19. "Cry" – 4:57 - Álbum: Invincible - Director: Nicholas Brandt Disco TresDuración: 35:05 1. "Blame It on the Boogie" (The Jacksons) – 3:32 - Álbum: Destiny 2. "Enjoy Yourself" (The Jacksons) – 3:31 - Álbum: The Jacksons 3. "Can You Feel It" (The Jacksons) – 9:37 - Álbum: Triumph - Director: Bruce Gowers & Robert Abel 4. "Say Say Say" (Paul McCartney & Michael Jackson) – 4:57 - Álbum: Pipes of Peace - Director: Bob Giraldi 5. "They Don't Care About Us"* (Prison version) – 4:52 - Álbum: HIStory: Past, Present and Future, Book I - Director: Spike Lee 6. "Why" (3T con Michael Jackson) – 4:33 - Álbum: Brotherhood 7. "One More Chance"* – 4:03 - Álbum: Number Ones - Director: Nicholas Brandt *Previamente no lanzados |

## Rarezas
Algunos videoclips tienen modificaciones con respecto a las versiones originales.
- "Billie Jean"- algunas escenas han sido limpiadas, a comparación de sus versiones previamente publicadas en otros DVD.
- "Bad" – los créditos son incluidos.
- "The Way You Make Me Feel" – algunos ruidos hechos por Michael son incluidos.
- "Smooth Criminal" – esta es una versión editada de la que se encuentra en el video Moonwalker, de modo que no es la que se encuentra en la película.
- "Speed Demon" - algunas partes del video da a entender que fue extraído de un VHS y al final cuando se aparece el conejo en la pantalla se distorsiona la parte inferior del video.
- "Black or White" – es la versión original, pero sin los grafitis y los mensajes antisemitas.
- "In the Closet" –  Durante la mitad del video, un flash verde aparece.
- "Jam" - No se oye el "hoo" que debería haber cuando Michael Jordan le pasa la pelota a Michael Jackson.
- "Heal the World" – tiene una introducción que apareció en el DVD Dangerous – The Short Films.
- "Who Is It"- Algunos instrumentos se han cambiado.
- "Will You Be There" – Al empezar, no se oye nada, y el final es diferente al original que aparece en el DVD del álbum: allí no cae un ángel sobre Michael, solamente está él.
- "Gone Too Soon" – es la versión de la página de YouTube y no la de Dangerous – The Short Films.
- "Scream" – Contiene la palabra "fucking" y el dedo del medio de Janet Jackson haciendo esa expresión.
- "You Are Not Alone" – Es la versión original, sin Michael con las alas.
- "Earth Song" - Durante una escena en donde Michael toca el árbol, pero no lo hace porque aparece una sierra eléctrica, no se oye ningún ruido de ello. El mensaje final no aparece.
- "They Don't Care About Us"- Es la versión hecha en Brasil.
- "Blood on the Dance Floor" – Es la versión Refugee Camp Remix que contiene más imágenes que la versión álbum.
- "Ghosts" – es una versión de 5 minutos con respecto a la película homónima.
- "You Rock My World" - Es la versión de 13 minutos.
- "Can You Feel It" – Incluye créditos.
- "They Don't Care About Us" (Prison version) – Es una versión en donde hay diferentes escenas que la original, y hay distorsión al principio, que la original mostrada en TV por primera vez. Se considera como una versión censurada editada.
- No se incluyeron los videos del tema "HIStory" ni su colaboración con Eddie Murphy en el tema "Wazupwitu".

## Posiciones
| Chart (2010)               | Peak position |
| -------------------------- | ------------- |
| Australian DVD Chart       | 2             |
| Austrian DVD Chart         | 1             |
| Belgian Flanders DVD Chart | 3             |
| Belgian Wallonia DVD Chart | 2             |
| Dutch DVD Chart            | 3             |
| Finnish DVD Chart          | 3             |
| French DVD Chart           | 1             |
| Italian DVD Chart          | 1             |
| Japanese DVD Chart         | 1             |
| Spanish DVD Chart          | 1             |
| Swiss DVD Chart            | 1             |
| UK DVD Chart               | 2             |
| US Billboard DVD Chart     | 2             |